# Ignacy Mikołaj Abramowicz
Ignacy Mikołaj Abramowicz herbu Jastrzębiec odmienny (ur. w 1789 roku – zm. 15 października 1835 roku) – marszałek szlachty powiatu wileńskiego, szambelan dworu rosyjskiego, kawaler maltański (w zakonie od 1815 roku), kawaler Honoru i Dewocji.